# Баклыков, Василий Данилович
Василий Данилович Баклыков (1 мая 1921 — 29 апреля 1985) — советский хозяйственный, государственный и политический деятель, Герой Социалистического Труда.

### Семья Василия Даниловича Баклыкова
У Василия Даниловича Баклыкова был сын – Валерий Васильевич Баклыков, который продолжил род и оставил после себя потомков.

#### Внучки и правнуки
1. Ирина Валерьевна Баклыкова – родилась 24 мая 1982 года в городе Мурманск. Проживает в Норвегии.
  - Дети (правнуки Василия Даниловича):
    - Диана Олсен (род. 10 июля 2001, Тихорецк, Краснодарский край).
    - Ариана Олсен (род. 8 сентября 2008, Хаммерфест, Норвегия).
    - Мариелль Олсен (род. 8 сентября 2008, Хаммерфест, Норвегия).
    - Хельяр Гералф Олсен (род. 16 июля 2010, Хаммерфест, Норвегия).
    - Мишелль Маделене Шостак Олсен (род. 25 сентября 2013, Осло, Норвегия).
2. Кристина Баклыкова – родилась 9 ноября 1985 года в городе Мурманск. Проживает в Осло, Норвегия.
  - Дочь: Эмили Николь (правнучка Василия Даниловича).
3. Наталья Валерьевна Баклыкова (в замужестве Щипицина) – родилась в 1969 году. Проживает в городе Тихорецке Краснодарского края.
4. Юлия Валерьевна Баклыкова (в замужестве Крайник) – родилась в 1975 году. Проживает в городе Тихорецке Краснодарского края.
  - Сын: Максим Крайник (правнук Василия Даниловича).

## Биография
Родился в 1921 году в деревне Шуринка (ныне Тарасовский сельсовет Промышленновского района) Член КПСС.
С 1931 года помогал колхозу. Закончил учительские курсы.
С 1938 года — на хозяйственной, общественной и политической работе. В 1938—1985 гг. — учитель в Шуринской начальной школе (1938-1940), призван в РККА. Участник Великой Отечественной войны, командир истребительно-противотанкового взвода 1644-го истребительно-противотанкового полка, служил на дальнем Востоке, с 1944 на Западном фронте, заведующий Шуринской сельской школы (1945-1948), звеньевой колхоза «Комсомольская искра» Подунского района Кемеровской области, председатель колхоза «Комсомольская искра», председатель колхоза имени Мичурина Промышленновского района Кемеровской области, агроном по поливу в этом же колхозе.
В 1948 году школьное звено под руководством В.Л. Баклыкова засеяло 10 гектаров пшеницы.
Указом Президиума Верховного Совета СССР от 6 марта 1948 года присвоено звание Героя Социалистического Труда с вручением ордена Ленина и золотой медали «Серп и Молот».
Заслуженный работник сельского хозяйства РСФСР.
Умер в Шуринке после 1985 года.